# Per Söderström
Per Söderström, född 24 december 1841 i Söderbärke socken, död 28 juni 1900 i Avesta, var en svensk målare och dekorationsmålare.
Han var gift med Carin Forsgren. Söderström arbetade ursprungligen som bruksmålare vid Avesta järnverk men lämnade detta arbete för att studera konst. Han reste utomlands och studerade i Köpenhamn och Düsseldorf. Vid återkomsten till Sverige bosatte han sig och etablerade en verkstad i Avesta. Han blev en erkänd skicklig dekorationsmålare och restaurerade målningar i ett flertal kyrkor. I Avesta kyrka målade han om altartavlan och hans sista större arbete blev de stora väggmålningarna som han utförde 1900 på Avesta hotell. Hans stafflikonst består av motiv från Avesta koppar- och järnverk. Söderström är representerad vid Jernkontorets samlingar.